# Happy Now (Zedd)
Happy Now is een nummer van de Duitse dj Zedd uit 2018, ingezongen door de Amerikaanse zangeres Elley Duhé.
Het nummer zou in 2017 aanvankelijk "Are You Happy Now" heten en ingezongen worden door de Noorse zangeres Sigrid. Op 3 juli 2018 liet Zedd het nummer in première gaan op zijn "Zedd in the Park"-fesitval, waar hij Elley Duhé op het podium de zang liet verzorgen. De Duitser was zo enthousiast over Duhé's zang, dat hij besloot om het nummer uiteindelijk met haar op te nemen in plaats van met Sigrid. Hij kortte de titel ook in tot "Happy Now". 
Het nummer bestormde wereldwijd de hitlijsten. In Zedds thuisland Duitsland had het nummer met een 64e positie niet veel succes. In de Nederlandse Top 40 was het met een 10e positie echter wel succesvol. In de Vlaamse Ultratop 50 haalde het nummer een bescheiden 33e positie.